# Joshua Tarling
Joshua Tarling, né le 15 février 2004 à Aberaeron, est un coureur cycliste britannique, originaire du Pays de Galles. Il pratique le cyclisme sur piste et sur route. Spécialiste du contre-la-montre, il est champion d'Europe et de Grande-Bretagne de la spécialité en 2023 et 2024.

## Biographie

### Junior
En 2021, Joshua Tarling court en Belgique au sein du club Flanders Color-Galloo. Il devient vice-champion du monde du contre-la-montre juniors (moins de 19 ans) et remporte le contre-la-montre des Trois Jours d'Axel. Sur piste, il est également double champion d'Europe juniors sur l'omnium et en poursuite par équipes (avec Josh Charlton, Joshua Giddings et Ross Birrell). Au niveau national, il est champion de Grande-Bretagne de course aux points juniors.
En 2022, alors qu'il évolue toujours chez les juniors, il devient double champion de Grande-Bretagne chez les élites sur la course aux points et la poursuite par équipes (avec Rhys Britton, Harvey McNaughton, Joe Holt et William Roberts). En juillet, il décroche trois médailles de bronze aux championnats d'Europe sur piste juniors. Sur le circuit junior sur route, il remporte le Tour de Gironde, ainsi que les quatre contre-la-montre qu'il dispute, dont le championnat de Grande-Bretagne du contre-la-montre. En fin de saison, il est sacré champion du monde du contre-la-montre juniors.

### Carrière professionnelle

#### Ineos Grenadiers (depuis 2023)

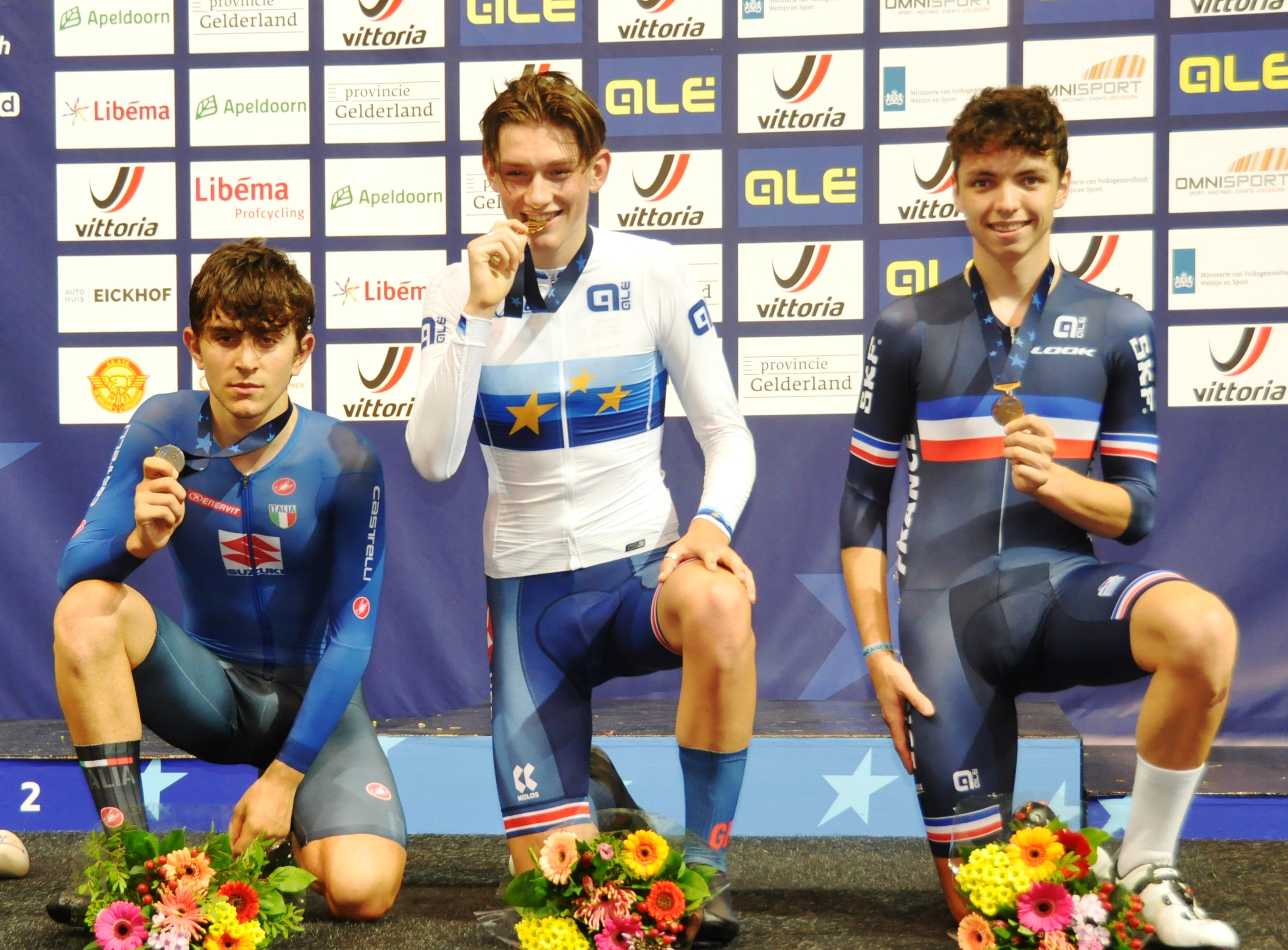
Tarling, champion d'Europe du CLM espoir en 2021 avec les autres membres du podium en combinaison de CLM

##### 2023: champion d'Europe du contre-la-montre
Le 4 août 2022, il est annoncé qu'il rejoint pour trois ans la formation World Tour britannique Ineos Grenadiers, à partir de la saison 2023 passant directement de la catégorie des juniors à une carrière professionnelle à l'âge de 19 ans.
En juin, il devient à 19 ans le plus jeune champion de Grande-Bretagne du contre-la-montre. Le 25 juillet 2023, il termine deuxième à 8 secondes de son équipier et leader Filippo Ganna lors du contre-la-montre de la 4e étape du Tour de Wallonie, disputé à Mons sur une distance de 32,7 km. Il prend ainsi la deuxième place au classement général, qu'il conserve jusqu'au terme de l'épreuve.
Lors des mondiaux disputés en août, il ne participe à l'épreuve contre-la-montre de sa catégorie d'âge (moins de 23 ans), mais s'aligne avec les élites. Il décroche la médaille de bronze du championnat du monde élite du contre-la-montre, disputé sur 47,8 km à Stirling (Écosse). Il est seulement devancé par le vainqueur belge Remco Evenepoel et son coéquipier italien Filippo Ganna. Deux semaines plus tard, il s'adjuge à Sluis (L'Écluse), aux Pays-Bas, la deuxième étape du Renewi Tour sous la forme d'un contre-la-montre, sa première victoire professionnelle sur le circuit World Tour, et endosse le maillot de leader du classement général, qu'il perd dès le lendemain.
Le 20 septembre, il devient champion d'Europe du contre-la-montre organisés dans la province de Drenthe, aux Pays-Bas en devançant de 42 et 43 secondes Stefan Bissegger et Wout van Aert. Il termine la saison par le Chrono des Nations (contre-la-montre) où il remporte la victoire avec 13 secondes d'avance sur le champion du monde de la spécialité Remco Evenepoel.

##### 2024
Le 22 février, Joshua Tarling remporte sa première victoire de l'année 2024 lors de la 1re étape du Gran Camiño, un contre-la-montre disputé sous la tempête à La Corogne. Les temps ne sont pas comptabilisés pour le classement général. Par la suite, il termine sixième d'À travers les Flandres, puis se fait disqualifier de Paris-Roubaix après s'être aidé de la voiture de son directeur sportif pour remonter dans le peloton après un problème mécanique. En juin, il se classe deuxième du contre-la-montre du Critérium du Dauphiné derrière Remco Evenepoel et conserve son titre de champion de Grande-Bretagne du contre-la-montre.

## Palmarès sur route

### Palmarès amateur
- 2021

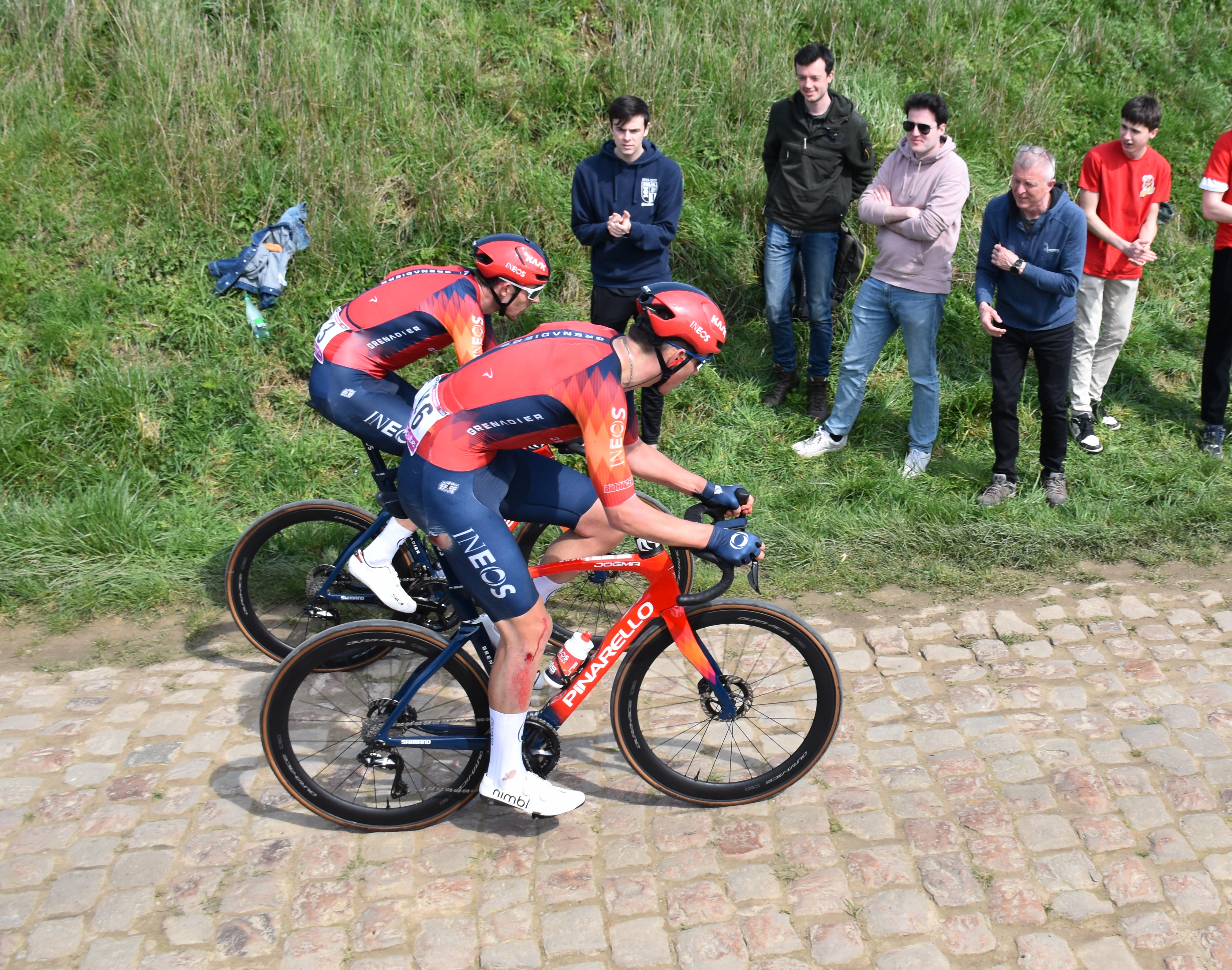
Paris-Roubaix 2023 - Secteur pavé de Quiévy à Saint-Python - N° 46 Joshua Tarling.

  - 2e étape secteur A des Trois Jours d'Axel (contre-la-montre)
  -  Médaillé d'argent du championnat du monde du contre-la-montre juniors
  - 2e du championnat de Grande-Bretagne du contre-la-montre juniors
  - 2e des Trois Jours d'Axel
  - 3e de l'Otley Grand Prix
  - 3e du Grand Prix Bob Jungels
- 2022
  -  Champion du monde du contre-la-montre juniors
  -  Champion de Grande-Bretagne du contre-la-montre juniors
  - 2e étape de l'Isle of Man Junior Tour
  - Tour de Gironde :
    - Classement général
    - 1re étape secteur A (contre-la-montre)

  - 2e étape secteur A du Trophée Centre Morbihan (contre-la-montre)
  - Junior Tour of the North West :
    - Classement général
    - 1re (contre-la-montre) et 2e étapes

  - 3e étape secteur A du Saarland Trofeo (contre-la-montre)
  - 1re (contre-la-montre) et 5e étapes du Tour du Pays de Galles Juniors
  - Chrono des Nations Juniors
  - 2e de l'Isle of Man Junior Tour
  - 2e du Tour du Pays de Galles Juniors
  - 3e du championnat de Grande-Bretagne du critérium

### Palmarès professionnel
- 2023
  -  Champion d'Europe du contre-la-montre
  -  Champion de Grande-Bretagne du contre-la-montre
  - Chrono des Nations-Les Herbiers-Vendée
  - 2e étape du Renewi Tour (contre-la-montre)
  - 2e du Tour de Wallonie
  -  Médaillé de bronze du championnat du monde du contre-la-montre
- 2024
  -  Champion de Grande-Bretagne du contre-la-montre
  - 1re étape du Gran Camiño (contre-la-montre)
  - 4e du contre-la-montre des Jeux olympiques
  - 4e du championnat du monde du contre-la-montre
  - 6e d'À travers les Flandres
- 2025
  - 2e étape du Tour d'Italie (contre-la-montre)
  - 2e étape du Tour des Émirats arabes unis (contre-la-montre)

### Résultats sur les grands tours

#### Tour d'Italie
1 participation
- 2025 : abandon (16e étape), vainqueur de la 2e étape

#### Tour d'Espagne
1 participation
- 2024 : abandon (9e étape)

### Classements mondiaux
| Année                                 | 2023 | 2024 |
| ------------------------------------- | ---- | ---- |
| Classement mondial                    | 123e | 149e |
| UCI Europe Tour                       | 98e  | 121e |
|                                       |      |      |
| Légende : nc = non classéSource : UCI |      |      |

## Palmarès sur piste

### Coupe des nations
- 2024
  - 1er de la poursuite par équipes à Adélaïde (avec Josh Charlton, William Tidball, Rhys Britton et Charlie Tanfield)
  - 3e de l'américaine à Adélaïde

### Championnats d'Europe
| Édition / Épreuve        | Poursuite individuelle | Poursuite par équipes | Américaine | Omnium |
| Apeldoorn 2021 (juniors) |                        | Or                    |            | Or     |
| Anadia 2022 (juniors)    | Bronze                 | Bronze                | Bronze     |        |
| Anadia 2023 (espoirs)    | Bronze                 | Or                    |            |        |

### Championnats de Grande-Bretagne
- 2021
  -  Champion de Grande-Bretagne de course aux points juniors
  - 2e de l'américaine juniors
  - 3e de la poursuite juniors
  - 3e du scratch juniors
- 2022
  -  Champion de Grande-Bretagne de poursuite par équipes
  -  Champion de Grande-Bretagne de course aux points